# Bertil Ericsson
Bertil Ericsson (Falun, 6 novembre 1908 – 18 agosto 2002) è stato un calciatore svedese, di ruolo centrocampista.

## Carriera

### Club
Giocò sempre il campionato svedese, cominciando la sua carriera nel Falu IK, per poi giocare nel AIK nel 1932. Nel 1933 venne trasferito al Sandivikens IF dove giocò fino al 1944, anno in cui passò al suo ultimo club, il Kubikenborgs IF, per poi ritirarsi nel 1946.

### Nazionale
Con la sua nazionale svedese debuttò contro l'Estonia nel 1934 per le qualificazioni al mondiale del 1934, dove segnò due goal. Partecipò ai Giochi olimpici del 1936 (senza però giocare nessuna partita), ai Nordisk Mesterskap 1933-1936 e alle qualificazioni ai mondiali del 1938.

## Palmarès

### Club

#### Competizioni nazionali
- Campionato svedese: 1

AIK: 1931-1932